# Dickie Moore (acteur)
Dickie Moore (geboren als John Richard Moore, Jr.) (Los Angeles, 12 september 1925 – Fairfield County (Connecticut), 7 september 2015) was een Amerikaans acteur, die vooral bekend werd als kindster in de filmreeks Our Gang. Daarnaast verkreeg hij bekendheid dankzij de hoofdrol in de film Oliver Twist en door het feit dat hij  Shirley Temple haar eerste filmkus gaf in Miss Annie Rooney.
Moore begon reeds op zijn tweede met het spelen van bijrolletjes in films, beginnend met The Beloved Rogue uit 1927. Hij was een vast lid van de Our Gang-cast gedurende 1932 en 1933. In zijn tienertijd begon zijn succes als acteur echter sterk te dalen. Ook als volwassene was hij beduidend minder succesvol. Daarom besloot hij in 1957 te stoppen met acteren in films. In plaats daarvan ging hij boeken schrijven over acteren en werd hij scriptschrijver en regisseur voor televisie. Verder werkte hij mee aan de korte film The Boy and the Eagle en trad nog sporadisch op in Broadway stukken.
In 1984 publiceerde Moore een boek over zijn eigen ervaringen als kindster, en die van andere voormalige kindsterren getiteld Twinkle, Twinkle, Little Star: (But Don't Have Sex or Take the Car).
Moore trouwde in 1988 met actrice Jane Powell, zijn derde echtgenote.

## Filmografie
- The Beloved Rogue (1927)
- Object: Alimony (1928)
- Madame X (1929)
- Lummox (1930)
- Son of the Gods (1930)
- The Three Sisters (1930)
- Let Us Be Gay (1930)
- The Matrimonial Bed (1930)
- Lawful Larceny (1930)
- The Office Wife (1930)
- Passion Flower (1930)
- Aloha (1931)
- Seed (1931)
- Three Who Loved (1931)
- Confessions of a Co-Ed (1931)
- The Star Witness (1931)
- The Squaw Man (1931)
- Husband's Holiday (1931)
- Union Depot (1932)
- Manhattan Parade (1932)
- Fireman, Save My Child (1932)
- The Expert (1932)
- Disorderly Conduct (1932)
- So Big! (1932)
- When a Fellow Needs a Friend (1932)
- No Greater Love (1932)
- Million Dollar Legs (1932)
- Winner Take All (1932)
- The Hollywood Handicap (1932) (korte film)
- Hook and Ladder (1932) (korte film)
- Blonde Venus (1932)
- Free Wheeling (1932) (korte film)
- Deception (1932)
- Birthday Blues (1932) (korte film)
- The Devil Is Driving (1932)
- The Racing Strain (1932)
- A Lad an' a Lamp (1932) (korte film)
- Fish Hooky (1933) (korte film)
- Oliver Twist (1933)
- Obey the Law (1933)
- Forgotten Babies (1933) (korte film)
- Gabriel Over the White House (1933)
- The Kid From Borneo (1933) (korte film)
- Mush and Milk (1933) (korte film)
- The Wolf Dog (1933)
- Man's Castle (1933)
- Cradle Song (1933)
- Gallant Lady (1933)
- This Side of Heaven (1934)
- Upper World (1934)
- In Love with Life (1934)

- Fifteen Wives (1934)
- The Human Side (1934)
- The World Accuses (1934)
- Little Men (1934)
- Tomorrow's Youth (1935)
- Wild Waters (1935) (korte film)
- Without Children (1935)
- Swellhead (1935)
- Peter Ibbetson (1935)
- So Red the Rose (1935)
- The Story of Louis Pasteur (1935)
- Timothy's Quest (1936)
- The Little Red Schoolhouse (1936)
- Star for a Night (1936)
- The Life of Emile Zola (1937)
- Madame X (1937)
- The Bride Wore Red (1937)
- Love, Honor and Behave (1938)
- My Bill (1938)
- The Gladiator (1938)
- The Arkansas Traveler (1938)
- Lincoln in the White House (1939) (korte film)
- The Under-Pup (1939)
- Hidden Power (1939)
- The Blue Bird (1940)
- A Dispatch from Reuter's (1940)
- Virginia City (1940)
- The Great Mr. Nobody (1941)
- Sergeant York (1941)
- The Adventures of Martin Eden (1942)
- Miss Annie Rooney (1942)
- Hedda Hopper's Hollywood No. 4 (1942) (korte film)
- Heaven Can Wait (1943)
- Happy Land (1943)
- Jive Junction (1943)
- The Song of Bernadette (1943)
- The Eve of St. Mark (1944)
- Youth Runs Wild (1944)
- Sweet and Low-Down (1944)
- Out of the Past (1947)
- Dangerous Years (1947)
- 16 Fathoms Deep (1948)
- Behind Locked Doors (1948)
- Bad Boy (1949)
- Tuna Clipper (1949)
- Boy and the Eagle (1949) (korte film)
- Killer Shark (1950)
- Cody of the Pony Express (1950)
- The Member of the Wedding (1952)
- Eight Iron Men (1952)